# If I Had Legs I'd Kick You
If I Had Legs I'd Kick You è un film del 2025 scritto e diretto da Mary Bronstein.

## Trama
Linda, una psicologa di mezz'età di Montauk stressata dal marito, capitano di crociera, via per lavoro e del doversi prendere cura da sola della figlia, intubata dalla nascita a causa di una patologia congenita, finisce a vivere in un motel dopo che casa sua si allaga per una voragine apertasi nel tetto.

## Distribuzione
Il film è stato presentato in anteprima mondiale il 24 gennaio 2025 al Sundance Film Festival. Sarà distribuito nelle sale cinematografiche statunitensi il 10 ottobre 2025 da A24.

## Riconoscimenti
- 2025 – Festival internazionale del cinema di Berlino[3][4]
  - Orso d'argento per la miglior interpretazione da protagonista per Rose Byrne
  - In concorso per l'Orso d'oro